# فيديريكو روسو (ممثل)
فيديريكو روسو (بالإيطالية: Federico Russo)‏ هو ممثل إيطالي، ولد في 19 أكتوبر 1997 بروما في إيطاليا.

## وصلات خارجية
- فيديريكو روسو على موقع IMDb (الإنجليزية)
- فيديريكو روسو على موقع روتن توميتوز (الإنجليزية)
- فيديريكو روسو على موقع ميوزك برينز (الإنجليزية)
- فيديريكو روسو على موقع قاعدة بيانات الفيلم (الإنجليزية)